# 李啟傑
李啟傑（英語：Akai Lee Kai Kit，1978年8月7日—），香港男演員。現為香港無綫電視基本藝人合約藝員。同時亦是一名攝影師。

## 背景
李啟傑是一名虔誠的基督徒。他早年就讀高超道邨天主教普澤小學。曾於1995年至1996年就讀香港演藝學院戲劇學院（與沈可欣為同學），多次參與舞台劇團的演出，有舞台劇演出的經驗。後於1996年透過無線電視藝員訓練班加入TVB，演過無數角色，直到劇集《秀才遇著兵》飾演貪污捕快開始為人熟悉，而他飾演的角色大多是壞人，例如綁架賊人、討債債主、偷竊匪等等。他於綜藝節目《Sunday好戲王》獲頒「另類好戲王」，演技受肯定。
2017年，李啟傑在電視劇《愛·回家之開心速遞》第135集開始飾演「杜演」一角，至該劇於2021年播出的第1267集更成為單元主角，其喜感演出受到不少關注。

## 演出作品

### 電視劇（無綫電視）
1997年
- 真情 飾 公安，賊人 （第696集）
- 鑑證實錄 飾 傑

1998年
- 妙手仁心 飾 酒保

1999年
- 寵物情緣 飾 師傅（第13集）
- 洗冤錄 飾 學生（第1集）、衙差（第8、20集）
- 人龍傳說 飾 士兵（第12集）、侍衛（第16集）、侍衛甲（第18集）
- 鑑證實錄II 飾 軍裝警員
- 茶是故鄉濃 飾 亞枝
- 創世紀 飾 經理

2000年
- 妙手仁心II 飾 Witson

2001年
- FM701 飾 部長、醫生
- 倚天屠龍記 飾 書生
- 美味情緣 飾 酒樓侍應
- 酒是故鄉醇 飾 阿基

2001-2002年
- 皆大歡喜 (古裝) 飾 大漢／大漢發／僧人／盲人傻乞兒、村民、乞丐、麵檔老板、小二、畫師、試題小販、凱兒、糕點佬、小販、金歡、獄卒、侍衛、雜貨檔老闆、粗唇漢

2001-2002年
- 雲海玉弓緣 飾 賣羊人
- 洛神 飾 敬輝
- 騎呢大狀 飾 陳七手下
- 烈火雄心II 飾 武師柴（蔡南豐之友）(第11集)、警隊便衣探員（第22集）

2003年
- 十萬噸情緣 飾 男乙、參賽者
- 金牌冰人 飾 工頭
- 衛斯理 飾 賀武
- 美麗在望 飾 警員
- 無名天使3D 飾 連學文手下、殺手
- 衝上雲霄 飾 職員（第35集）
- 西關大少 飾 徐副主任（廣運行職員）

2003-2004年
- 皆大歡喜 (時裝) 飾 Martin、朱子、路人、阿威、茅躉華

2004年
- 怪俠一枝梅 飾 阿瑞
- 謎情家族 飾 懲教署職員（第11集）
- 楚漢驕雄 飾 布副将

2005年
- 甜孫爺爺 飾 李經紀
- 胭脂水粉 飾 店主（第30集）
- 秀才遇著兵 飾 寶非
- 我的野蠻奶奶 飾 參賽夫婿 (第4集)
- 老婆大人 飾 裁判法院文員
- 酒店風雲 飾 CID
- 天涯俠醫 飾 Cad Lap技術員
- 妙手仁心III 飾 任志昇
- 阿旺新傳 飾 鍾錦榮（青年）

2006年
- 潮爆大狀 飾 曾保傑
- 上海傳奇 飾 黃添勝
- 鐵血保鏢 飾 鏢師、驛夫
- 天幕下的戀人 飾 猛男
- 高朋滿座 飾 權
- 火舞黃沙 飾 計元德
- 男人之苦 飾 計元德
- 刑事情報科 飾 程仁（程美麗弟）
- 鳳凰四重奏 飾 亞　廣、新聞報導員、手術室醫生
- 賭場風雲 飾 荷官
- 滙通天下 飾 標(吉祥鑄銀局之僱工)

2007年
- 天機算 飾 曹州小販
- 迎妻接福 飾 莊家
- 師奶兵團 飾 執達吏、CID
- 同事三分親 飾 攝影強（第190集）、雷律師（第291、293集）、律師（第313集）
- 學警出更 飾 CID
- 溏心風暴 飾 良
- 強劍 飾 賀耀武
- 歲月風雲 飾 醫生
- 通天幹探 飾 金毛明（收數佬）
- 奸人堅 飾 傑
- 廉政行動2007 飾 阿明（鐵窗速遞篇）

2008年
- 千謊百計 飾 債　主 (第9集)
- 秀才愛上兵 飾 伊麵
- 與敵同行 飾 鋼牙超
- 搜神傳 飾 大貓
- 尖子攻略 飾 球員
- 少年四大名捕 飾 蔡京手下
- 法證先鋒II 飾 鄭軍
- 古靈精探 飾 綁樹黨
- 珠光寶氣 飾 Andren

2009年
- 畢打自己人 飾 Simon
- 老婆大人II 飾 張德華（華Dee）（黃志堅、羅浩祈、大飛好友）
- ID精英 飾 梁冠豪
- 巾幗梟雄 飾 阿超
- 有營煮婦 飾 路政署工人
- 美麗高解像 飾 記者

2010年
- 戀愛星求人 飾 街市佬
- 情人眼裏高一D 飾 燈光師
- 秋香怒點唐伯虎 飾 杜柱國
- 鐵馬尋橋 飾 豪
- 飛女正傳 飾 David
- 搜下留情 飾 便衣探員
- 談情說案 飾 馮學彬
- 掌上明珠 飾 陳樹堅之手下
- 施公奇案II 飾 范小樓
- 女人最痛 飾 爛仔
- 公主嫁到 飾 阿意
- 摘星之旅 飾 地產經紀
- 巾幗梟雄之義海豪情 飾 金海綸、東泰門生
- 刑警 飾 攝影助手
- 囧探查過界 飾 通姦榮
- 誘情轉駁 飾 私家偵探

2011年
- 仁心解碼 飾 廖順
- 依家有喜 飾 劫匪
- Only You 只有您 飾 Peter
- 女拳 飾 壯年何添福
- 誰家灶頭無煙火 飾 高戴威
- 點解阿Sir係阿Sir 飾 陳碩
- 七號差館 飾 律師
- 洪武三十二 飾 陳七
- 怒火街頭 飾 街坊
- 真相 飾 釘
- 潛行狙擊 飾 超
- 九江十二坊 飾 財
- 不速之約 飾 水手
- 結·分@謊情式 飾 海味舖店員
- 天與地 飾 仁

2012年
- 缺宅男女 飾 大漢
- 當旺爸爸 飾 fit明導演
- 盛世仁傑 飾 蘇
- 拳王 飾 Simon
- 愛·回家 (第一輯) 飾 豹Sir
- 心戰 飾 峰
- 衝呀！瘦薪兵團 飾 Paul
- 回到三國 飾 火咀（第1, 25集）
- 造王者 飾 吳始盛
- 怒火街頭2 飾 何永強（傻強）
- 我外母唔係人 飾 打手

2013年
- 法網狙擊 飾 吳發（第11集）
- 老表，你好嘢！ 飾 瘦賊（第15集）
- 愛·回家 (第一輯) 飾 廣告導演（第206集）
- 初五啟市錄 飾 士兵隊長（第10-11集）
- 女警愛作戰 飾 雷振風
- 心路GPS 飾 CID
- 仁心解碼II 飾 任保基
- 金枝慾孽貳 飾 祿喜
- 巨輪 飾 譚寶明（Turbo）

2014年
- 單戀雙城 飾 青年羅威
- 叛逃 飾 線人
- 寒山潛龍 飾 猛
- 忠奸人 飾 Derek
- 載得有情人 飾 Sam
- 使徒行者 飾 李繼承（雞成）
- 大藥坊 飾 王達
- 飛虎II 飾 綁匪
- 宦海奇官 飾 爾泰

2015年
- 師奶MADAM 飾 鄧大時
- 鬼同你OT 飾 收數佬
- 陪著你走 飾 Calvin
- 收規華 飾 大官父
- 無雙譜 飾 水鬼
- 枭雄 飾 阿福
- 實習天使 飾 李生

2016年
- 愛情食物鏈 飾 導演
- 公公出宮 飾 金煊
- 末代御醫 飾 殷福致
- EU超時任務 飾 保安
- 愛·回家之八時入席 飾 Sam
- 火線下的江湖大佬 飾 Eric
- 純熟意外 飾 江家麟
- 一屋老友記 飾 Richard
- 完美叛侶 飾 德
- 城寨英雄 飾 金手下
- 律政強人 飾 包銷商
- 來自喵喵星的妳 飾 攝影師
- 幕後玩家 飾 莫Sir

2017年至今
- 愛·回家之開心速遞 飾 監犯（第15集）、杜演（135集起至今）

2017年
- 味想天開 飾 錢老闆
- 迷 飾 史建勛
- 與諜同謀 飾 Francis
- 我瞞結婚了 飾 地產經紀
- 心理追兇 Mind Hunter 飾 經理
- 全職沒女 飾 徐積
- 超時空男臣 飾 滿哥
- 同盟 飾 劉標
- 雜警奇兵 飾 導演
- 降魔的 飾 CID
- 溏心風暴3 飾

2018年
- 平安谷之詭谷傳說 飾 洪鐵槌
- 果欄中的江湖大嫂 飾 陳海
- 棟仁的時光 飾 烈風
- 逆緣 飾 彭律師
- BB來了 飾 年輕唐秋
- 再創世紀 飾 郭志昌
- 跳躍生命線 飾 達
- 是咁的，法官閣下 飾 蔣明仁
- 兄弟 飾 張偉德

2019年
- 福爾摩師奶 飾 游俠
- 鐵探 飾 韓德雷
- 婚姻合伙人 飾 文迪
- 白色強人 飾 劉東
- 她她她的少女時代 飾 中佬
- 街坊財爺 飾 何標
- 牛下女高音 飾 編輯、醫生
- 金宵大廈 飾 雄哥手下
- 解決師 飾 老
- 丫鬟大聯盟 飾 廚子

2020年
- 黃金有罪 飾 Ben
- 大醬園 飾 副官
- 機場特警 飾 遠
- 降魔的2.0 飾 騎士惡妖
- 那些我愛過的人 飾 吳志德
- 殺手 飾 山雞
- 迷網 飾 富豪
- 反黑路人甲 飾 蔣孝龍
- C9特工 飾 侯建財

2021年
- 失憶24小時 飾 黑社會
- 愛美麗狂想曲 飾 Simon
- 伙記辦大事 飾 秦偉樂
- 逆天奇案 飾 關守正
- 寶寶大過天 飾 葉帆父親
- 七公主 飾 阿金
- 星空下的仁醫 飾 宏父
- 十月初五的月光 飾 藥房老闆
- 拳王 飾 冬日安
- 異搜店 飾 方強

2022年
- 鐵拳英雄 飾 進興頭目
- 雙生陌生人 飾 蔡官
- 十八年後的終極告白2.0 飾 大釘
- 童時愛上你 飾 黃勵法
- 回歸 飾 督察
- 白色強人2 飾 的士司機
- 痞子殿下 飾 水
- 美麗戰場 飾 林信（信仔）
- 超能使者 飾 經理
- 輕·功 飾 朋友
- 有種好男人 飾 高崗晨

2023年
- 新四十二章 飾 師奶老公
- 法言人 飾 王Sir
- 靈戲逼人 飾 余子軒
- 寵愛Pet Pet 飾 吳永明
- 破毒強人 飾 徐安樂父親
- 罗密欧与祝英台 飾 易先生 [3]
- 新聞女王 飾
- 妳不是她 飾 警員

2024年
- 再見·枕邊人 飾 黎秋
- 逆天奇案2 飾 關守正

2025年
- 富貴千團 飾 蕭生
- 奪命提示 飾 添
- 虛擬情人 飾 重案組警員
- 刑偵12 飾 關建國
- 麻雀樂團 飾 祥仔

### 電影
- 2002年：無間道
- 2003年：雙雄
- 2004年：新警察故事
- 2004年：旺角黑夜
- 2004年：A-1頭條
- 2006年：新紮師妹3
- 2006年：天行者
- 2007年：男兒本色 飾 陳晉手下探員
- 2008年：保持通話

### 綜藝節目
- 2016年：Sunday好戲王
- 2016年：今日VIP（10月27日及28日）

### 音樂錄像
- 2016年：鄭世豪《仍堅持》MV

## 外部
- 李啟傑–香港影庫 （页面存档备份，存于）
- 李啟傑的新浪微博
- 李啟傑的Instagram帳戶